# Stuart Peach
Stuart William Peach, né le 22 février 1956 à Walsall, est un maréchal de la Royal Air Force. Président du Comité militaire de l'OTAN entre le 29 juin 2018 et le 25 juin 2021, il est chef d'état-major général de l'armée britannique entre 2016 et 2018 et membre de la Chambre des lords depuis le 21 novembre 2022.

## Biographie

### Jeunesse et études
Stuart William Peach naît le 22 février 1956 à Walsall. 

### Carrière militaire
Il s'engage dans les forces armées britanniques et grimpe les échelons jusqu'à devenir officier de la Royal Air Force.
Il est chef d'état-major général de l'armée britannique entre 2016 et 2018, puis président du Comité militaire de l'OTAN entre le 29 juin 2018 et le 25 juin 2021.
Il devient ensuite membre de la Chambre des lords à partir du 21 novembre 2022.
Il est nommé envoyé spécial du gouvernement britannique dans les Balkans occidentaux et occupe cette fonction jusqu'à son remplacement en mars 2025. Il reste conseiller du ministère de la Défense.

### Activités de conseil et de direction
Après sa carrière militaire, Stuart Peach se reconvertit comme consultant privé. Jusqu'en 2024, il accompagne les entreprises voulant s'adapter aux standards de l'OTAN (notamment Saab), via plusieurs entreprises de conseil. 
Il est aussi, via sa société personnelle Stuart Peach Consultancy, président du conseil d'administration de SecInt Air Support, une entreprise de fabrication de drones du secteur de l'ISR (Intelligence, Surveillance & Reconnaissance), ainsi que celui de DSR Bank, une banque d'investissement dans le domaine de la défense. Il intervient comme conseiller défense, selon Intelligence Online, pour le compte d'Oliver Wyman et Maxar Technologies.
Stuart Peach anime également des conférences sur le domaine de la défense. C'est dans ce cadre, selon le cabinet de renseignement et de sécurité privée britannique S-RM, qu'il intervient lors d'un événement organisé par l'entreprise.

## Décorations

### Décorations britanniques
- Chevalier de l'ordre de la Jarretière (23 avril 2024)
- Chevalier grand croix de l'ordre de l'Empire britannique (2016)
- Chevalier commandeur de l'ordre du Bain (2009)
- Médaille du service militaire
- Médaille du jubilé d'or d'Élisabeth II
- Médaille du jubilé de platine d'Élisabeth II
- Médaille du couronnement de Charles III

### Décorations étrangères
- Grand officier de l'ordre du roi Abdelaziz ( Arabie saoudite)
- Commandeur de la Legion of Merit ( États-Unis)
- Médaille du service distingué du renseignement national (en) ( États-Unis)
- Médaille de service en ex-Yougoslavie ( OTAN)
- Médaille de service au Kosovo ( OTAN)